# Abd al-Hafíz marokkói szultán
Abd al-Hafíz (1876. február 24., Fez – 1937. április 4., Enghien-les-Bains, Franciaország) marokkói szultán 1908-tól 1912-ig.
Abd al-Azíz szultán fivére volt, és annak uralkodása alatt a Marrákes kalifája címet viselte. Azonban 1907-ben sikerült fellázítania az Abd-al-Azíz nyugati jellegű uralmával elégedetlen helyi lakosságot, és – Marrákes melletti győzelme után – 1908-ban ő ült Marokkó trónjára, fivérét pedig nyugalomba küldte. 1909-ben a nyugati hatalmak is elismerték uralmát, azonban 1912-ben francia segítséget kért egy másik lázadó ellen, ezzel pedig Marokkó protektorátussá vált.
Hamarosan trónfosztottá vált, és hosszú száműzetés után hunyt el 1937-ben Franciaországban.